# Sandro Veronesi

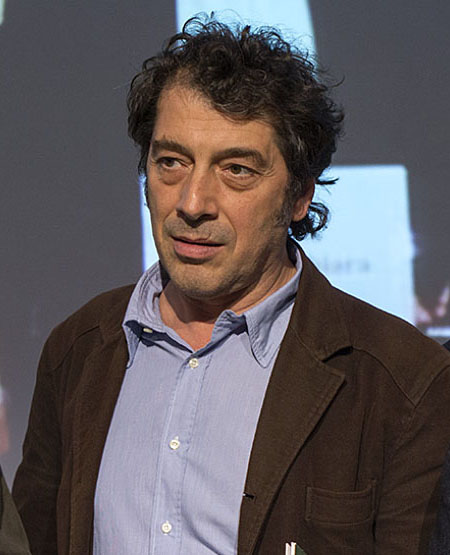
Sandro Veronesi (2012)

Sandro Veronesi (* 1959 in Florenz, Italien) ist ein italienischer Schriftsteller.

## Leben
Neben seiner Schriftstellerei arbeitet er als Architekt. Er gilt als einer der bedeutendsten Autoren seiner Generation in Italien.
Er gehört zu den Gründern des auf Initiative von Umberto Eco im November 2015 in Mailand neu geschaffenen Buchverlags La nave di Teseo. Ursache war, dass zahlreiche italienischer Bompiani-Autoren empört reagierten, dass der große Traditionsverlag Bompiani an den Berlusconi-Konzern Mondadori verkauft wurde. Durch deren geplante Fusionierung mit dem Verlag Rizzoli würden die beiden größten italienischen literarischen Buchverlage zusammengeworfen.
Sein 2016 auf Deutsch herausgekommener Roman Fluchtwege erzählt von dem heiklen Gleichgewicht der Generationen im zeitgenössischen Italien.
Sandro Veronesi lebt und arbeitet in Rom und Prato.

## Werke (Auswahl)
- Gli sfiorati. Milano, A. Mondadori, 1990.
  - Die Berührten : Roman. Aus dem Ital. von Michael von Killisch-Horn. Stuttgart : Klett-Cotta 2014, ISBN 978-3-608-93993-4.
- La forza del passato. Milano : Romanzo Bompiani, 2000.
  - 2000 – Sein anderes Leben.  Aus dem Ital. von Bruno Genzler – ISBN 3-570005054.
- 2001 – Per dove parte questo treno allegro – ISBN 88-45248046.
- Superalbo. Le Storie complete. Milano : Bompiani overlook, 2002.
  - 2002 – Bingo! Reportagen aus dem anderen Italien. Aus dem Ital. von Bruno Genzler – ISBN 3-570008185.
- 2005 – Caos calmo.
  - Stilles Chaos. Aus dem Ital. von Ulrich Hartmann. Knaus Verlag 2007, ISBN 978-3-8135-0286-2.
- XY. Roma : Fandango libri, 2010.
  - 2011 – XY. Aus dem Italienischen von Michael von Killisch-Horn. Klett-Cotta Verlag, Stuttgart, ISBN 978-3-608-93960-6.
- Terre rare, 2014.
  - Fluchtwege: Roman. Aus dem Italienischen von Michael von Killisch-Horn. Klett-Cotta, Stuttgart 2016, 412 Seiten. ISBN 978-3-608-98035-6.
- Non dirlo. Il Vangelo di Marco, 2015.
- Comandante, Roman, gemeinsam mit Edoardo De Angelis, übersetzt von Anna Leube und Wolf Heinrich Leube, Paul-Zsolnay-Verlag, Wien 2024, ISBN 978-3-552-07389-0.[3]
- Il colibri, 2019, La nave die Teseo Milano.
  - Der Kolibri, Roman. Aus dem italienischen von Michael von Killisch-Horn, Paul Zsolnay Verlag 2021, ISBN 978-3-552-07252-7

## Verfilmungen
- 2008: Stilles Chaos
- 2023: Der Kommandant – Entscheidung im Atlantik (Comandante)

## Auszeichnungen
Veronesi erhielt die beiden wichtigsten Literaturpreise Italiens: den Premio Campiello und den Premio Viareggio für den Roman Sein anderes Leben. Der Roman Caos calmo (2005) wurde u. a. mit dem Premio Strega und dem Prix Femina Étranger ausgezeichnet.

## Belege
1. 1 2 3 4  Sandro Veronesi: "Fluchtwege" - Die falschen Fehler gemacht, Rezension im Deutschlandradio Kultur vom 23. April 2016, abgerufen am 25. April 2016.
2. ↑  Mondadori-RCSLibri-Fusion wackelt - Kann Ecos neuer Verlag seinen früheren kaufen?, Börsenblatt des Buchhandels vom 26. Februar 2016, abgerufen am 25. April 2016.
3. ↑  Katja Engel: Rezension "Comandante": Belgische Seeleute in Seenot. In: brf.be. 8. März 2024, abgerufen am 8. März 2024.

| Personendaten    | Personendaten                |
| ---------------- | ---------------------------- |
| NAME             | Veronesi, Sandro             |
| KURZBESCHREIBUNG | italienischer Schriftsteller |
| GEBURTSDATUM     | 1959                         |
| GEBURTSORT       | Florenz, Italien             |